# Campamento de Deir al-Balah
El campamento de Deir al-Balah (en árabe: مخيّم دير البلح‎) es un campamento de refugiados palestino en la Gobernación de Deir al-Balah, al sur de la Franja de Gaza, en Palestina. Se encuentra a un kilómetro al noroeste de la ciudad homónima, de la que prácticamente forma parte. El campamento está formado por edificios de cemento y tiene ocho escuelas, alcantarillado y otros servicios municipales. Es el campamento de refugiados más pequeño de la Franja de Gaza. El campamento de Deir al-Balah tiene una superficie de 0,16 kilómetros cuadrados y está emplazado entre la playa y la ciudad de Deir al-Balah. Las estadísticas de la Agencia de Naciones Unidas para los Refugiados de Palestina en Oriente Próximo (UNRWA) a fecha de marzo de 2017 marcaban una cifra de 42.703 refugiados registrados en el campamento.

## Etimología
Deir al-Balah significa "monasterio de los dátiles", por la gran abundancia de palmeras en la zona.

## Historia
El 29 de noviembre de 1947, la Asamblea General de las Naciones Unidas aprobó la resolución 181, más conocida como el Plan de Partición de Palestina, que impulsaba la creación de un estado judío y uno árabe en el territorio del Mandato Británico de Palestina. Como consecuencia del avance de las tropas judías antes y durante la guerra árabe-israelí de 1948, unos 700.000 palestinos fueron expulsados o huyeron de sus hogares. A la conclusión de la guerra, Israel les negó el derecho de retorno, por lo que Naciones Unidas decidió crear la Agencia de Naciones Unidas para los Refugiados de Palestina en Oriente Próximo (UNRWA) y una serie de campamentos de refugiados en la Franja de Gaza, Cisjordania, Líbano, Siria y Jordania.
En un principio, el campamento de Deir al-Balah albergó a unos 9.000 refugiados en tiendas de campaña primero, y estructuras de adobe después, que fueron reemplazadas por bloques de cemento a comienzos de los años sesenta.
Los habitantes originales del campamento, como la mayoría de los refugiados palestinos en la Franja de Gaza, provenía de pueblos y ciudades del centro y sur de la Palestina anterior a 1948.

### Ocupación israelí
Como consecuencia de la victoria israelí en la guerra de los Seis Días de 1967, Israel ocupó militarmente la Franja de Gaza, Cisjordania, Jerusalén Este, los Altos del Golán y la Península del Sinaí. Salvo esta última, que fue devuelta a Egipto como resultado de los acuerdos de paz de Camp David, el resto permanecen a día de hoy bajo un régimen de ocupación militar israelí. En el caso de la Franja de Gaza, Israel desmontó sus asentamientos y se retiró por completo de ella en 2005, si bien sigue ocupando su espacio aéreo y marítimo, por lo que la ONU y la mayoría de la comunidad internacional siguen considerándola territorio ocupado.
Con anterioridad al plan de retirada unilateral israelí de la Franja de Gaza, tanto el campamento como la ciudad de la que forma parte estaban rodeados por asentamientos israelíes -Kfar Darom al norte y Gush Katif al sur- y por el cruce fuertemente militarizado de Abul Holi, que separaba el norte del sur de la Franja de Gaza.
A finales de 1997, la Autoridad Nacional Palestina demolió varios edificios en el campamento de Deir al-Balah para ampliar la carretera costera que unía la ciudad y con el mar Mediterráneo. Las familias que perdieron sus casas recibieron pequeñas parcelas de tierra y una compensación económica para construir casas nuevas fuera del campamento.
A comienzos de la Segunda Intifada, la mayoría de los habitantes del campamento trabajaba como peones en el mercado laboral israelí, mientras que otros lo hacían en granjas y huertas locales. Durante la Segunda Intifada, el campamento de Deir al-Balah fue el escenario de numerosas incursiones militares israelíes:
Una serie de menores de edad naturales del campamento murieron a comienzos de la primera década del siglo XXI cerca del asentamiento israelí de Kfar Darom. El 21 de octubre del año 2000, el adolescente palestino Omar Ismael Omar al-Buhisi, de 16 años y natural del campamento de Deir al-Balah, murió por el disparo de un soldado israelí en el pecho durante una manifestación cerca del asentamiento. En las mismas circunstancias moriría Muhammad Nawaf Hamad al-Taban, de 17 años, el 6 de noviembre a causa de un disparo en la espalda realizado por el ejército israelí. El 9 de febrero de 2001 murió Ahmad Abdul-Riziq Abed-Rabo abu-Huli, de 15 años, por un disparo en el abdomen realizado desde corta distancia por un soldado israelí. Khalil Yousef Ibrahim Fayyad, de 17 años, recibió el disparo de un soldado israelí en la cabeza y murió en el acto. Era el 29 de septiembre de 2001 y estaba participando en una manifestación a las afueras del asentamiento. El 16 de mayo de 2002, Muhsen Ateya Jaber al-Atrash, de 17 años, murió por fuego israelí cerca de Kfar Darom.
En mayo de 2001 se realizó en el campamento el funeral por el bebé de cuatro meses Iman Hejjo, muerto por la metralla de un ataque israelí en Jan Yunis, al que atendieron cientos de personas. Su padre Mohammed, policía, declaró a Reutersː "El asesinato de mi bebé quedará como estigma en la cara de Israel y de la comunidad internacional." Según Palestinian Human Rights Monitoring Group, el 13 de febrero de 2002, el policía palestino y residente del campamento Shadi Mustafah El-Hassana murió junto con otros dos policías después de que cinco tanques israelíes asaltaran la parte oriental de Deir al-Balah y les dispararan flechettes miebtras buscaban cobijo en una pequeña habitación cerca de su puesto.
Por otra parte, Nahed Fathi Ahmad a-Loh, residente del campamento, murió por disparos del ejército israelí en Tulkarem el 3 de noviembre del año 2000. El 12 de septiembre de 2001, dos jóvenes palestinos murieron en dos incidentes separados cuando soldados israelíes dispararon a sus coches en dos intersecciones de Deir al-Balah. El 20 de septiembre de ese mismo año, Munir Abu Musa, de 27 años y vecino de Deir al-Balah, moría por los disparos de soldados israelíes sobre el coche en que viajaba, resultando también herido su acompañante. Ayman Atiya abu-Mugheiseb, con tan solo 12 años, recibió múltiples heridas en la cabeza por los disparos de un soldado israelí mientras estaba en su patio. Tres días después, el 10 de agosto de 2002, sucumbió a las heridas. También con 12 años, Iyad Salim Othman abu-Shaer sufrió heridas en el cuello por fuego israelí el día de Nochebuena de 2002, muriendo a causa de estas el 12 de enero de 2003. El 29 de mayo de ese mismo año, Muhammad Abd-Rabo Hassan al-Sawarqah, de 17 años, murió por el disparo de un tanque israelí mientras estaba en el patio de un amigo. El 2 de agosto de 2003, el niño de 13 años Ahmad al-Hindi encontró una bomba sin explotar cerca del campamento de refugiados y la llevó a casa, muriendo por la detonación de la misma. Con tan solo 10 años, Muhammad Ismael Elian al-Hamayda moría el 24 de octubre de 2003 por disparos del ejército israelí en el abdomen cuando se dirigía a la mezquita durante una incursión.
El 4 de julio de 2004 moría en Bait Hanun por el disparo de un tanque israelí Adnan Hasan Hussein Monsur, de 17 años. Muhammad Jamal Jaber abu-Musbah, de 14 años, murió el 2 de septiembre de ese mismo año abatido por soldados israelíes cuando intentaba entrar en la casa de unos familiares sin haberse percatado de que todavía estaba siendo ocupada por los soldados. El 26 de enero de 2005 murió el niño de 3 años Rahma Ibrahim Musa abu-Shams a causa de las heridas causadas por un bombardeo israelí mientras desayunaba en su casa. El 18 de julio de ese mismo año, Ragheb Abdul-Rahman Ahmad al-Masri moría de un disparo en la espalda cuando ayudaba a la gente que esperaba cerca del puesto de control israelí de abu-Houli. Tenía 14 años. Bassam Muhammad Suleiman abu-Gharaba, de 15 años, murió el 9 de octubre de 2005 por los disparos de un soldado israelí en el cuello cuando se encontraba cerca de la valla de separación con Israel.
Durante un solo día de 2006, el 12 de julio, murieron 12 menores de edad palestinos a manos del ejército israelí. Entre ellos se cuenta Ibrahim Ali Mustafa Qatush, de 15 años, abatido por un helicóptero israelí cerca del puesto de control de abu-Houli. El 24 de enero de 2007, un soldado israelí abatió a Mahran Zakaria Salman abu-Nsir, de 16 años, cuando intentaba cruzar la valla de separación para acudir a su trabajo en Israel.
La niña de 20 días Amira Khaled Faraj abu-Aser, natural de la ciudad de Gaza, murió el 4 de marzo de 2008 en el campamento de Deir el-Balah por el impacto de disparos del ejército israelí en la cabeza. El 16 de abril de ese mismo año, el impacto de un misil israelí y el posterior ataque de un tanque mató a ocho niños de entre 12 y 17 años en Juhor al-Deek, una aldea cercana al campamento, así como a un periodista palestino de Reuters. Dos niños más, de 16 y 17 años, murieron cuatro días después de las heridas recibidas en ese mismo ataque. Todos los menores eran residentes del campamento de refugiados de Nuseirat. El 17 de mayo de 2008, Salwa Nahed abu-Tawahin, de tan solo ocho meses, murió de leucemia en el hospital Shuhada al-Aqsa de Deir al-Balah después de que Israel le negara el permiso para abandonar la Franja de Gaza. El hospital local carecía de toda posibilidad de tratar ese tipo de enfermedad. Poco después, el 3 de julio de ese mismo 2008, otro niño de apenas tres meses llamado Ahmad Eid abu-Amra moría de una enfermedad cardiaca tras serle denegada la salida de la Franja de Gaza para llevar a cabo un tratamiento.
El 27 de diciembre de 2008, ya en el contexto de la guerra de Gaza de 2008-2009, una niña de 13 años llamada Kamilia Rafat al-Bardini y dos niños de 3 y 6 años llamados Ahmad Riyad Muhammad al-Sinwar y Uday Abdul-Hakim Rajab Mansi, respectivamente, murieron por disparos del ejército israelí en el campamento de Deir al-Balah o en sus alrededores. Dos adolescentes de aldeas cercanas al campamento murieron el 1 de enero de 2009ː Muhammad Husam Radwan Eleyan, de 17 años, por un misil israelí, y Muhammad Maher abu-Sweireh, de 16 años, por disparos. Siete miembros de Hamás, naturales del campamento de Deir al-Balah y de la ciudad de Gaza, murieron en el campamento el 6 de enero de 2009 en transcurso de una emboscada realizada a soldados israelíes. También de una aldea cercana era Anas Aref Baraka, de 8 años, que murió el 8 de enero en un hospital egipcio a causa de las heridas recibidas en la cabeza por disparos israelíes cuatro días antes. Ese mismo día murió en el propio campamento Fawzi Mahmoud Abu al-'Araj, de 21 años y miembro de Hamás, en el transcurso de un choque con soldados israelíes. Un día después, el 9 de enero, morían los hermanos Suhaib y Wedad Muhammad al-Qaran (de 16 y 17 años respectivamente) junto con otros cinco familiares más en un ataque israelí en la vecina aldea de al-Zawayda.
El 21 de noviembre de 2012 murió por el impacto de un misil lanzado desde un dron israelí Nader Yousef Abu Mghaseeb, de 14 años y residente del campamento.
Durante la guerra de Gaza de 2014, 'Abdallah Mustafa Muhammad Abu Mahruqah, de 21 años y miembro del ala militar de Hamás, murió por un misil disparado desde un avión el 10 de julio de 2014. Un niño de 6 años llamado Bassam Abul-Rahman Khattab murió el 11 de julio de 2014 en el campamento de Deir al-Balah por el ataque de un dron israelí que tenía su casa como objetivo. El 25 de ese mismo mes murió Shaymaa Hussein 'Abd al-Qader a-Sheikh 'Ali, de 21 años de edad y embarazada de 9 meses, por un misil israelí que destrozó su casa. Los médicos consiguieron que la niña que traía naciera, y fue nombrada Shaymaa como su madre, pero murió cinco días después en el hospital. El 20 de octubre de 2015 murió cerca del campamento de refugiados de Bureij Ahmad al-Sarhi, residente del campamento de Deir al-Balah, por disparos realizados durante un enfrentamiento con soldados israelíes.
Los habitantes del campamento de Deir al-Balah también han estado involucrados en ataques a asentamientos israelíes. El 22 de noviembre de 2003, Muhammad Suleiman Khalil Sarsur, residente de 24 años del campamento, murió tiroteado por las fuerzas de seguridad israelíes mientras intentaba infiltrarse en el asentamiento de Netzarim. El 6 de octubre de 2004, 'Ali Khaled 'Ali al-Jaru, de 17 años, e Iyad Fa'iz Yusef Abu al-'Ata, de 21 años, ambos del campamento de Deir al-Balah, fueron abatidos por las fuerzas de seguridad israelíes mientras intentaban atacar el asentamiento de Kfar Darom.

#### Bloqueo
Según UNRWA, el bloqueo israelí sobre la Franja de Gaza está causando crecientes dificultades para la población civil, y en el campamento de Deir el-Balah cada vez más gente depende de la ayuda alimentaria y económica proporcionada por esta agencia de la ONU. Además, la escasez de agua es otro problema añadido, ya que el 90% del agua disponible no es apta para el consumo humano. Además, tratándose de una localidad costera, el límite de tres millas impuesto por la marina israelí a los pescadores gazatíes ha golpeado duramente la economía del campamento. Entre los mayores problemas que afronta el campamento de Deir el-Balah, UNRWA menciona los cortes de electricidad que han dejado a la Franja de Gaza con menos de tres horas diarias de suministro eléctrico, el alto nivel de desempleo, el límite de tres millas para la pesca, la enorme densidad de población (la Franja de Gaza es una de las zonas más densamente pobladas del mundo), la contaminación de los acuíferos y la ausencia de materiales de construcción.

## Infraestructuras
Aunque no había sistema de alcantarillado ni red de agua potable en el campamento original, UNRWA los construyó en 1998 con ayuda financiera de Japón. A día de hoy, la compañía de aguas israelí Mekorot es la abastecedora de agua en el campamento. Hay actualmente cinco edificios escolares gestionados por UNRWA que imparten clases a doble turno, creándose diez escuelas con aproximadamente 9.000 estudiantes. Todas las escuelas menos una imparten sus clases a doble turno para poder acoger a toda la población estudiantil del campamento. También hay un centro de salud que fue renovado por completo en 1993, que cuenta con una plantilla de unas 50 personas y realiza unas 10.000 consultas al mes. Además, UNRWA también ha colaborado con el "Centro de la Mujer", el "Centro de Actividades Juveniles" y el "Centro de Distribución de Comida" (este último, compartido con el campamento de Maghazi), así como un centro de rehabilitación para niños con discapacidades o con problemas de integración (unos 840 en total). El jueves es el día de mercado en el campamento de Deir al-Balah.